# Moon Shuttle
Moon Shuttle (ムーンシャトル?, Mūn Shatoru) è un videogioco arcade di genere sparatutto a scorrimento, sviluppato da Nihon Bussan e pubblicato attraverso la sua etichetta Nichibutsu nel 1981. Datasoft lo converte nel 1983 per gli home computer TRS-80 Color Computer, Atari 8-bit e Commodore 64.
È stato emulato per la prima volta - ed è tuttora presente - nell'antologia di Hamster Corporation Arcade Archives per PlayStation 4 e Nintendo Switch.

## Modalità di gioco
È un titolo di guerra spaziale in cui viene controllato un razzo con un joystick a cinque direzioni e un pulsante di lancio, e abbattere nemici e meteoriti con una pistola a moto ondoso. Il gioco è ambientato in un mondo in cui il giocatore deve combattere l'Imperatore Oscuro e il suo esercito passando attraverso i meteoriti.
Le fasi di Moon Shuttle si alternano tra fasi meteorite e fasi di combattimento nemico. Nella fase meteorite, il giocatore deve controllare un razzo che si muove verso destra, distruggendo meteoriti con la pistola a moto ondoso mentre passa attraverso un gruppo di meteoriti che scorrono su e giù. Inoltre, il giocatore può accelerare il razzo premendo il joystick verso destra.
Nella fase di combattimento, il giocatore deve sconfiggere i nemici con un comportamento irregolare. Ci sono cinque tipi di nemici e, in linea di principio, un tipo viene combattuto in ogni fase.
Ogni meteorite vale da 20 a 50 punti, e ogni nemico vale da 10 a 50 punti. Se il giocatore riesce a superare la fase del meteorite senza schiantarsi contro di esso, può guadagnare da 500 a 2000 punti a seconda della fase.
La partita termina quando tutte le vite sono perse. Le vite possono essere guadagnate segnando punti, o distruggendo i razzi nascosti nei meteoriti. Inoltre, il gioco consente ai giocatori di aumentare le proprie vite inserendo crediti durante la sessione.